# 九果足球隊
九果（Kowloon Fruit），是一支香港的足球隊，屬於九龍果菜同業商會，戰後初期已派隊參加香港足球總會的足球聯賽，惟一直都只是在乙組及丙組作賽。2009-10年度球季，於丙組榜末附加賽包尾，被淘汰出局。

## 球隊歷史
1970-71年度，九果獲得香港丙組足球聯賽總亞軍，得以與總冠軍精工，一同升上乙組作賽。
1982-83年度，九果在香港乙組足球聯賽名列尾二，降回丙組作賽。
1996-97年度，九果獲得香港丙組足球聯賽總季軍，因乙組補充隊數，獲得足總邀請，再次升上乙組作賽。惟翌季在在香港乙組足球聯賽名列包尾，只作賽了一季便降回丙組作賽。

## 球隊近況
2009-10年度球季，九果在香港丙組(甲)足球聯賽成績19戰1勝2和16負只得5分，於20支球隊中名列包尾。其後於丙組榜末附加賽，3戰全敗包尾，已被淘汰出局。

## 外部連結
- 香港足球總會網站球會資料（页面存档备份，存于）